# Lutjanus sebae
Espèce
Le vivaneau bourgeois, empereur rouge (Lutjanus sebae) est une espèce de poissons tropicaux de la famille des Lutjanidae. Répartis dans l'Océan Indien et le Pacifique ouest, les plus grands individus peuvent atteindre 100 cm.